# Xerraire de Rippon
El xerraire de Rippon (Liocichla ripponi) és un ocell de la família dels leiotríquids (Leiothrichidae).

## Hàbitat i distribució
Habita el sotabosc, matolls i pastures del nord de Laos i nord del Vietnam al nord-oest de Tonquín, al sud-oest de la Xina, sud-oest de Yunnan, centre i est de Myanmar i nord-oest de Tailàndia.